# Iniciativa Nacional Palestina
A Iniciativa Nacional Palestina (المبادرة الوطنية الفلسطنية al-Mubadara al-Wataniyya al-Filistiniyya) é um partido político palestino dirigido pelo Dr. Mustafa Barghouti. É membro observador da Internacional Socialista.
O partido é dirigido por intelectuais seculares, alguns dos quais antigos membros do Partido do Povo Palestino, de esquerda. Tem uma forte implantação nas organizações da sociedade civil e ONGs que atuam nos Territórios palestinos. Também tem conexões no exterior, grupos de apoio e ajuda externa. 
Sua formação foi oficialmente anunciada em 17 de junho de 2002 em Ramallah, na Cisjordânia, pelo Dr. Haidar Abdel-Shafi, Dr. Mustafa Barghouti e Ibrahim Dakkak.
A INP se considera como uma "terceira força democrática" na política palestina, e se opõe à dicotomia entre o Fatah, que considera corrupto, e o Hamas que considera como extremista e fundamentalista.
O partido ganhou apoio entre palestinos exilados, destacando-se o falecido Edward Said, mas tem fraca ou nenhuma presença mas principais comunidades de refugiados, na Jordânia, no Líbano e na Síria.

## Plataforma da INP
A INP definiu a seguinte plataforma, baseada no que considera como objetivos coletivos palestinos:
"Somente através de um estado palestino soberano, independente, viável e democrático em todos os territórios ocupados por Israel em 1967, com Jerusalém Oriental como capital, uma paz justa pode ser alcançada.
A Iniciativa requer a implementação das resoluções das Nações Unidas referentes à retirada do Exército de Israel da Cisjordânia e de Gaza e a salvaguarda do direito, internacionalmente reconhecido, dos refugiados palestinos de retorno a sua pátria ."
Dados esses objetivos coletivos, a INP pretende atuar no sentido de promover a democratização e a união do movimento palestino, com foco na Autoridade Nacional Palestina. Defende um governo nacional de emergência, que inclua todas as facções, como forma de impedir a autocracia e a ilegalidade na política palestina, além da ineficiência e das tendências autodestrutivas decorrentes da luta entre facções.
A INP defende a proclamação de uma única direção política, a ser determinada democraticamente, e uma única política, para alcançar aqueles objetivos. 
Pretende defende também a luta contínua, por meios pacíficos, e a reversão do que chama "militarização" da intifada. O partido não tem braço armado e não prega a violência, embora apóie, em princípio, o direito de resistência à ocupação. 